# Comuna Mîrtiukî, Strîi
Mîrtiukî (în ucraineană Миртюки) este o comună în raionul Strîi, regiunea Liov, Ucraina, formată din satele Mîrtiukî (reședința) și Slobidka.

## Demografie
Componența lingvistică a comunei Mîrtiukî
     Ucraineană (99,24%)
     Alte limbi (0,7%)
Conform recensământului din 2001, majoritatea populației comunei Mîrtiukî era vorbitoare de ucraineană (99,24%), existând în minoritate și vorbitori de alte limbi.